# Communauté de communes Ouest Anjou
Die Communauté de communes Ouest Anjou ist ein ehemaliger französischer Gemeindeverband mit der Rechtsform einer Communauté de communes im Département Maine-et-Loire in der Region Pays de la Loire. Sie wurde am 13. August 1996 gegründet und umfasste sechs Gemeinden. Der Verwaltungssitz befand sich im Ort Bécon-les-Granits.

## Historische Entwicklung
Mit Wirkung vom 1. Januar 2017 fusionierte der Gemeindeverband mit
- Communauté de communes de la Région du Lion-d’Angers sowie
- Communauté de communes du Haut Anjou

und bildete so die Nachfolgeorganisation Communauté de communes des Vallées du Haut-Anjou. Gleichzeitig schlossen sich die Gemeinden La Cornuaille, Le Louroux-Béconnais und Villemoisan zur Commune nouvelle Val-d’Erdre-Auxence zusammen.

## Ehemalige Mitgliedsgemeinden
1. Bécon-les-Granits
2. La Cornuaille
3. Le Louroux-Béconnais
4. Saint-Augustin-des-Bois
5. Saint-Sigismond
6. Villemoisan